# Forjamento

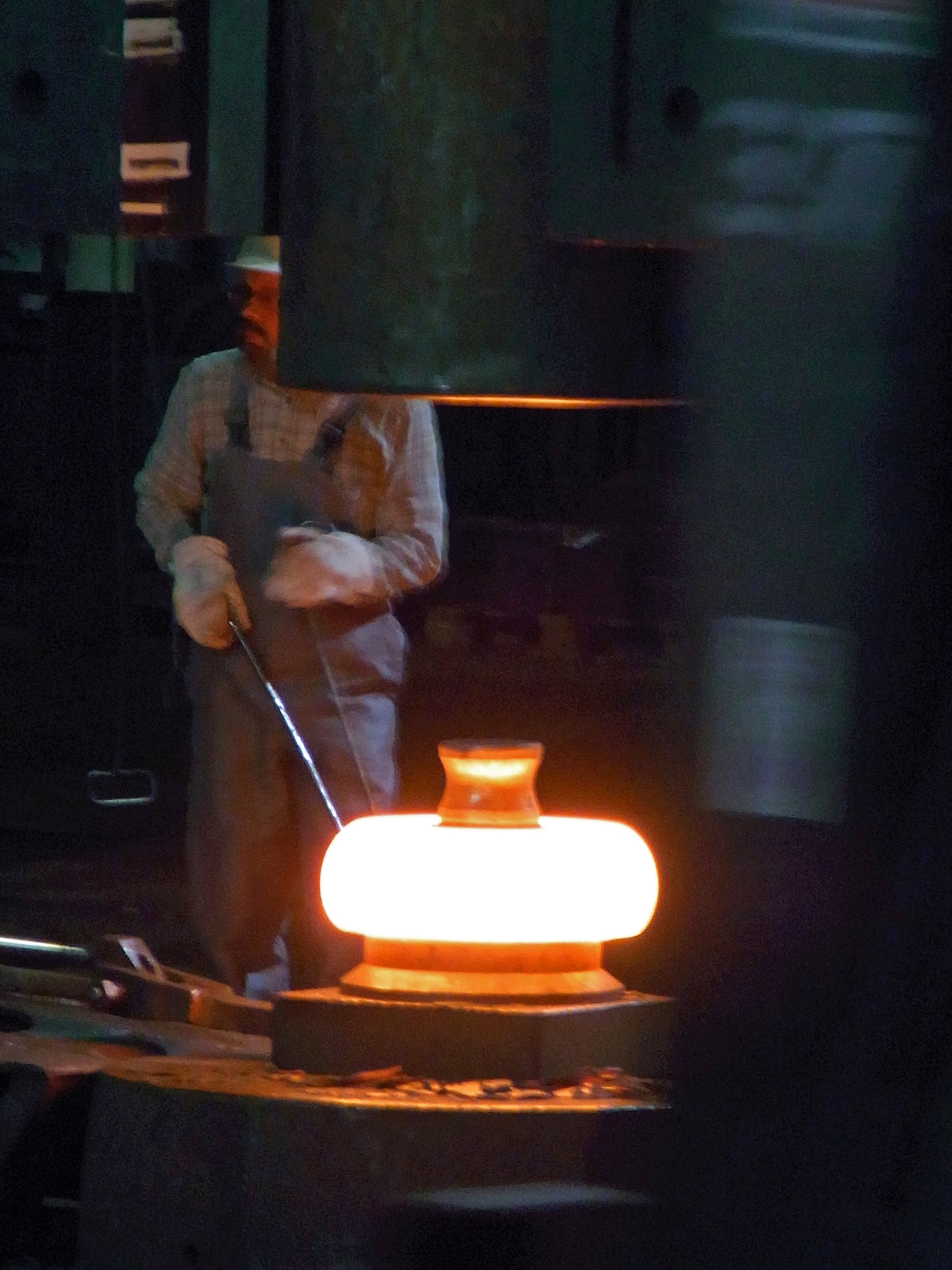
Gota de um lingote que será transformada em uma roda.

Forjamento é um processo de fabricação que envolve a formação de metais usando forças de compressão localizadas. Os golpes são feitos com um martelo (muitas vezes, um martelo de potência). O forjamento é frequentemente classificado de acordo com a temperatura na qual é realizado: forjamento a frio (um tipo de trabalho a frio), forjamento morno e a quente (um tipo de trabalho a quente). Para os dois últimos, o metal é aquecido, geralmente em uma forja. As peças forjadas podem variar em peso de menos de um quilograma para centenas de toneladas métricas. O forjamento foi feito por ferreiros há milênios; os produtos tradicionais eram utensílios de cozinha, ferragens, ferramentas manuais, armas afiadas, címbalos e joias. Desde a Revolução Industrial, peças forjadas são amplamente utilizadas em mecanismos e máquinas sempre que um componente requer alta resistência; tais peças forjadas geralmente requerem processamento adicional (como usinagem) para obter uma peça acabada. Hoje, a forja é uma indústria mundial importante.

## Tipos

### Tamanhos
Trata-se de prensas de enormes proporções, que exigem elevado número de operadores, além de uma mão de obra especializada, motivos pelos quais são apropriadas apenas para produção de peças de grandes dimensões para uso bastante específico. A força das prensas utilizadas em forja pesada varia entre 3000 e 15000 toneladas. Uma prensa de 6000 toneladas pode estirar lingotes com cerca de 2,5 m de  diâmetro e 120 toneladas.[carece de fontes?]
As ferramentas da forja média são as prensas de forjamento de 1000 a 1500 toneladas. Diferem das forjas pesadas por suas dimensões reduzidas e maior rapidez de trabalho. Podem dar de 30 a 150 golpes por minuto conforme sua capacidade. A forja pequena é dividida basicamente em estampagem e prensas mecânicas horizontais. A estampagem consiste na conformação através de choques ou na aplicação de pressão sobre o metal contra uma matriz entalhada.[carece de fontes?]

## Temperaturas
No forjamento a quente, o processo ocorre a uma temperatura acima da temperatura de recristalização do material. Na etapa de conformação final, ocorre a formação de rebarba, devido ao excesso de material. No forjamento convencional a quente o peso do forjado pode atingir o dobro do usinado, e sua rebarba representa de 20 a 40% de seu peso, aumentando os custos com a compra de material, sua manipulação, armazenagem, aquecimento até temperatura de forjamento e usinagem. O processo de forjamento a quente geralmente começa pelo corte das barras, em guilhotina, para obtenção dos tarugos. Os tarugos passam por um forno contínuo para serem aquecidos e posteriormente forjados em prensa. O forjamento deverá ocorrer em duas ou mais etapas que permitam o preenchimento adequado das matrizes. As rebarbas do forjado são retiradas, em uma operação de corte, imediatamente após o forjamento. Após o corte, os forjados são tratados termicamente para obter-se uma microestrutura adequada à usinagem.[carece de fontes?]
Forjamento a frio de um Eixo Dentado no Aço 16 MnCr5. (Temperatura em Kelvin) O forjamento a frio consiste em um amassamento de um corpo rígido, que é levado a uma forma desejada pelo deslocamento relativo das partículas do material sólido. O volume do material que participa da conformação permanece inalterado, portanto não há perda de material.[carece de fontes?]

### Extrusão ou Recalque
Extrusão é um processo de conformação na qual um bloco metálico é posto em uma matriz e por meio de um estampo, sujeito a uma compressão tão elevada que o material é forçado a escoar através de um orifício.  Recalque consiste em uma operação mais simples de forjamento, onde que duas ferramentas planas compactam o bloco metálico até assumir as formas da matriz.[carece de fontes?]

### Matriz Aberta ou Forjamento Livre
O material é conformado entre matrizes planas ou de formato simples, que normalmente não se tocam. É usado geralmente para fabricar peças grandes, com forma relativamente simples (p. ex., eixos de navios e de turbinas, ganchos, correntes, âncoras, alavancas, excêntricos, ferramentas agrícolas, etc.) e em pequeno número; e também para pré-conformar peças que serão submetidas posteriormente a operações de forjamento mais complexas. Como exemplos de peças produzidas por este processo têm-se eixos de navios e de turbinas, ganchos, correntes, âncoras, alavancas, etc. O forjamento livre se divide em operações unitárias e operações unitárias mais comuns.[carece de fontes?]

## Operações Unitárias
São operações relativamente simples de conformação por forjamento, empregando matrizes abertas ou ferramentas especiais, podendo ter as finalidades de: produzir peças acabadas de feitio simples; redistribuir a massa de uma peça bruta para facilitar a obtenção de uma peça de geometria complexa por posterior forjamento em matriz.[carece de fontes?]
- Recalque ou recalcamento: compressão direta do material entre um par de ferramentas de face plana ou côncava, visando primariamente reduzir a altura da peça e aumentar a sua secção transversal.
- Estiramento: visa aumentar o comprimento de uma peça à custa da sua espessura.
- Encalcamento: variedade de estiramento em que se reduz a secção de uma porção intermediária da peça, por meio de uma ferramenta ou impressão adequada.
- Rolamento: operação de distribuição de massa ao longo do comprimento da peça, mantendo-se a secção transversal redonda enquanto a peça é girada em torno do seu próprio eixo.
- Caldeamento: visa produzir a soldagem de duas superfícies metálicas limpas, postas em contato, aquecidas e submetidas a compressão. Como por exemplo, a confecção de elos de corrente.
- Alargamento: aumenta a largura de uma peça reduzindo sua espessura.
- Furação: abertura de um furo em uma peça, geralmente por meio de um punção de formato apropriado.

### Matriz Fechada
O material é conformado entre duas metades de matriz que possuem, gravadas em baixo-relevo, impressões com o formato que se deseja fornecer à peça. A deformação ocorre sob alta pressão em uma cavidade fechada ou semi-fechada, permitindo assim obter-se peças com tolerâncias dimensionais menores do que no forjamento livre. Nos casos em que a deformação ocorre dentro de uma cavidade totalmente fechada, sem zona de escape, é fundamental a precisão na quantidade fornecida de material: uma quantidade insuficiente implica falta de enchimento da cavidade e falha no volume da peça; um excesso de material causa sobrecarga no ferramental, com probabilidade de danos ao mesmo e ao maquinário.[carece de fontes?]
Dada à dificuldade de dimensionar a quantidade exata fornecida de material, é mais comum empregar um pequeno excesso. As matrizes são providas de uma zona oca especial para recolher o material excedente ao término do preenchimento da cavidade principal. O material excedente forma uma faixa estreita (rebarba) em torno da peça forjada. A rebarba exige uma operação posterior de corte (rebarbação) para remoção. Quanto às propriedades mecânicas dos produtos forjados estão limitadas à temperatura de trabalho, isto é, entre os forjados a frio e a quente. Verificou-se anteriormente que o trabalho a frio proporciona ao produto conformado limites de resistências maiores e ductilidades menores. Os forjados a frio se apresentam com índice de rugosidades bem menor.[carece de fontes?]

## Equipamento
Basicamente existem duas grandes famílias de equipamentos para forja, as prensas e os martelos e cada um deles se subdividem de forma genérica em alguns tipos peculiares.[carece de fontes?]

### Prensas de fuso
São constituídas de um par porca/parafuso, com a rotação do fuso, a massa superior se desloca, podendo estar fixada no próprio fuso ou então fixada à porca que neste caso deve ser móvel, dando origem a dois sub-tipos de prensas; as de fuso móvel; e as de porca móvel. Ligado ao fuso há um disco de grande dimensão que funciona como disco de inércia, acumulando energia que é dissipada na descida. O acionamento das prensas de fuso podem ser de três tipos:[carece de fontes?]
- através de discos de fricção;
- por acoplamento direto de motor elétrico;
- acionado por engrenagens.

### Prensas excêntricas ou mecânicas
Depois do martelo de forja, a prensa mecânica é o equipamento mais comumente utilizado. Pode ser constituído de um par biela/manivela, para transformar um movimento de rotação, em um movimento linear recíproco da massa superior da prensa.[carece de fontes?]
Para melhorar a rigidez deste tipo de prensa algumas variações do modelo biela/manivela foram propostos assim nasceram as prensas excêntricas com cunha e as prensas excêntricas com tesoura. Prensas excêntricas com cunha e com tesoura que tem a finalidade de serem mais rígidas que uma prensa excêntrica convencional.[carece de fontes?]
O curso do martelo neste tipo de prensa é menor que nos martelos de forjamento e nas prensas hidráulicas. O máximo de carga é obtido quando a massa superior está a aproximadamente 3mm acima da posição neutra central. São encontradas prensas mecânicas de 300 a 12.000 toneladas. A pancada de uma prensa é mais uma aplicação de carga crescente do que realmente um impacto. Por isto as matrizes sofrem menos e podem ser menos maciças. Porem o custo inicial de uma prensa mecânica é maior que de um martelo.[carece de fontes?]

### Prensas hidráulicas
As prensas hidráulicas são máquinas limitadas na carga, na qual a prensa hidráulica move um pistão num cilindro. A principal característica é que a carga total de pressão é transmitida em qualquer ponto do curso do pistão. Essa característica faz com que as prensas hidráulicas sejam particularmente adequadas para operações de forja do tipo de extrusão. A velocidade do pistão pode ser controlada e mesmo variada durante o seu curso.[carece de fontes?]
A prensa hidráulica é uma máquina de velocidade baixa, o que resulta em tempos longos de contato com a peça que pode levar a problemas com a perda de calor da peça a ser trabalhada e com a deterioração da matriz. Por outro lado. a prensagem lenta de uma prensa hidráulica resulta em forjamento de pequenas tolerâncias dimensionais. As prensas hidráulicas são disponíveis numa faixa de 500 a 18.000 toneladas, já tendo sido construídas, também, prensas hidráulicas de 50.000 toneladas. O custo inicial de uma prensa hidráulica é maior do que o de uma prensa mecânica da mesma capacidade. São disponíveis na literatura técnica fatores para conversão entre a capacidade das prensas e dos martelos de forja.[carece de fontes?]

### Martelo
A peça mais comumente usada dos equipamentos de forja é o martelo de forja. Os dois tipos básicos de martelo são: martelo de queda livre com prancha e o martelo de duplo efeito. No martelo de queda com prancha, a matriz superior e a massa cadente são elevadas por rolos de atrito engrenados à prancha, correntes ou outros mecanismos. Quando a prancha é liberada, a massa cadente cai sob a influência da gravidade para produzir a energia da pancada. A prancha é imediatamente elevada para nova pancada. O forjamento com um martelo é normalmente feito com pancadas repetidas. Os martelos podem atingir entre 60 e 150 pancadas por minuto dependendo do tamanho e capacidade. A energia suprida pelas pancadas é igual à energia potencial devido ao peso da massa cadente e da altura de queda. Os martelos de queda são classificados pelo peso da massa cadente.[carece de fontes?]
Entretanto, uma vez que o martelo é uma máquina limitada energeticamente. no qual a deformação se processa até que a energia cinética é dissipada pela deformação plástica da peça de trabalho ou pela deformação elástica das matrizes e da máquina, é mais correto classificar essas máquinas em termos da energia transmitida.[carece de fontes?]
Uma capacidade maior de forja é atingida com um martelo de duplo efeito no qual o martelo é acelerado no seu curso descendente por pressão de vapor ou ar comprimido em adição à gravidade. O vapor ou ar comprimido podem também serem usados para elevar o martelo no seu curso ascendente. Nos martelos de queda o choque produzido pela queda da massa é transmitido para toda a estrutura da máquina, bem como para as fundações. O que é um grande transtorno.[carece de fontes?]
Para amenizar este fato foram desenvolvidos os martelos de contragolpe, em que a chabota se movimenta ao mesmo tempo que a massa superior encontrando-se ambas no meio do percurso. Desta forma a reação do choque praticamente inexiste e não é transmitida para a estrutura da máquina e fundações. Mas dada a configuração deste tipo de martelo temos como desvantagens:[carece de fontes?]
- maior desalinhamento entre as partes superior e inferior da matriz;
- a força de forjamento deve estar localizada no meio da matriz para evitar grandes atritos entre as massas e as guias;
- não é possível manipular a peça durante o movimento do martelo;
- maiores despesas de manutenção

Uma característica comum aos martelos é que em função do forjamento ser feito por meio de golpes, o martelo adquire grande flexibilidade, pois enquanto as prensas são limitadas em termos de força (só podem ser aplicadas se a força requerida for menor que a disponível), nos martelos esta limitação não existe uma vez que o martelo aplicará golpes sucessivos até que a conformação desejada se processe. Desta forma os martelos são mais indicados para o uso com matrizes de múltiplas cavidades em que em um único bloco existem as cavidades para pré - conformação e conformação final.[carece de fontes?]
Um outro aspecto relativo aos martelos é que estes requerem em média 400% mais energia, que as prensas, para executar a mesma deformação.[carece de fontes?]

## Defeitos no processo de Forjamento
Os produtos forjados também apresentam defeitos típicos. Eles são:
- Falta de redução – caracteriza-se pela penetração incompleta do metal na cavidade da ferramenta. Isso altera o formato da peça e acontece quando são usados golpes rápidos e leves do martelo.
- Trincas superficiais – causadas por trabalho excessivo na periferia da peça em temperatura baixa, ou por alguma fragilidade a quente.
- Trincas nas rebarbas – causadas pela presença de impurezas nos metais ou porque as rebarbas são pequenas. Elas se iniciam nas rebarbas e podem penetrar na peça durante a operação de rebarbação.
- Trincas internas – originam-se no interior da peça, como conseqüência de tensões originadas por grandes deformações.
- Gotas frias – são descontinuidades originadas pela dobra de superfícies, sem a ocorrência de soldagem. Elas são causadas por fluxos anormais de material quente dentro das matrizes, incrustações de rebarbas, colocação inadequada do material na matriz.
- Incrustações de óxidos – causadas pela camada de óxidos que se formam durante o aquecimento. Essas incrustações normalmente se desprendem e, ocasionalmente, podem ficar presas nas peças.
- Descarbonetação – caracteriza-se pela perda de carbono na superfície do aço, causada pelo aquecimento do metal.
- Queima – gases oxidantes penetram nos limites dos contornos dos grãos, formando películas de óxidos. Ela é causada pelo aquecimento próximo ao ponto de fusão.

## Aplicações
De um modo geral, todos os materiais conformáveis podem ser forjados. Os mais utilizados para a produção de peças forjadas são os aços (comuns e ligados, aços estruturais, aços para cementação e para beneficiamento, aços inoxidáveis ferríticos e austeníticos, aços ferramenta), ligas de alumínio, de cobre (especialmente os latões), de magnésio, de níquel (inclusive as chamadas superligas, como Waspaloy, Astraloy, Inconel, Udimet 700, etc., empregadas principalmente na indústria aeroespacial) e de titânio.[carece de fontes?]
O material de partida é geralmente fundido ou, mais comumente, laminado - condição esta que é preferível, por apresentar uma microestrutura mais homogênea. Peças forjadas em matriz, com peso não superior a 2 ou 3 kg, são normalmente produzidas a partir de barras laminadas; as de maior peso são forjadas a partir de tarugos ou palanquilhas, quase sempre também laminados, e cortados previamente no tamanho adequado. Peças delgadas, como chaves de boca, alicates, tesouras, tenazes, facas, instrumentos cirúrgicos, etc., podem ser forjadas a partir de recortes de chapas laminadas.[carece de fontes?]